# Lagoa Grande, Minas Gerais
Lagoa Grande là một đô thị thuộc bang Minas Gerais, Brasil. Đô thị này có diện tích 1219,891 km², dân số năm 2007 là 8660 người, mật độ 7,2 người/km².